# Hanna Hallin
Hanna Hallin, född 27 november 1981, var chef för tankesmedjan Sektor 3 från juli 2010 till februari 2013. Under tiden på Sektor 3 var hon bland annat med och startade tidskriften KURAGE. Hennes företrädare var Alice Bah Kuhnke som slutade på den posten i juli 2010. 
Hallin har tidigare varit ordförande för Landsrådet för Sveriges Ungdomsorganisationer 2006-2009  och ledamot i Svenska Unescorådet 2007-2010.